# Pitcairnia monticola
Pitcairnia monticola är en gräsväxtart som beskrevs av Townshend Stith Brandegee. Pitcairnia monticola ingår i släktet Pitcairnia och familjen Bromeliaceae. Inga underarter finns listade i Catalogue of Life.